# Рок против коммунизма

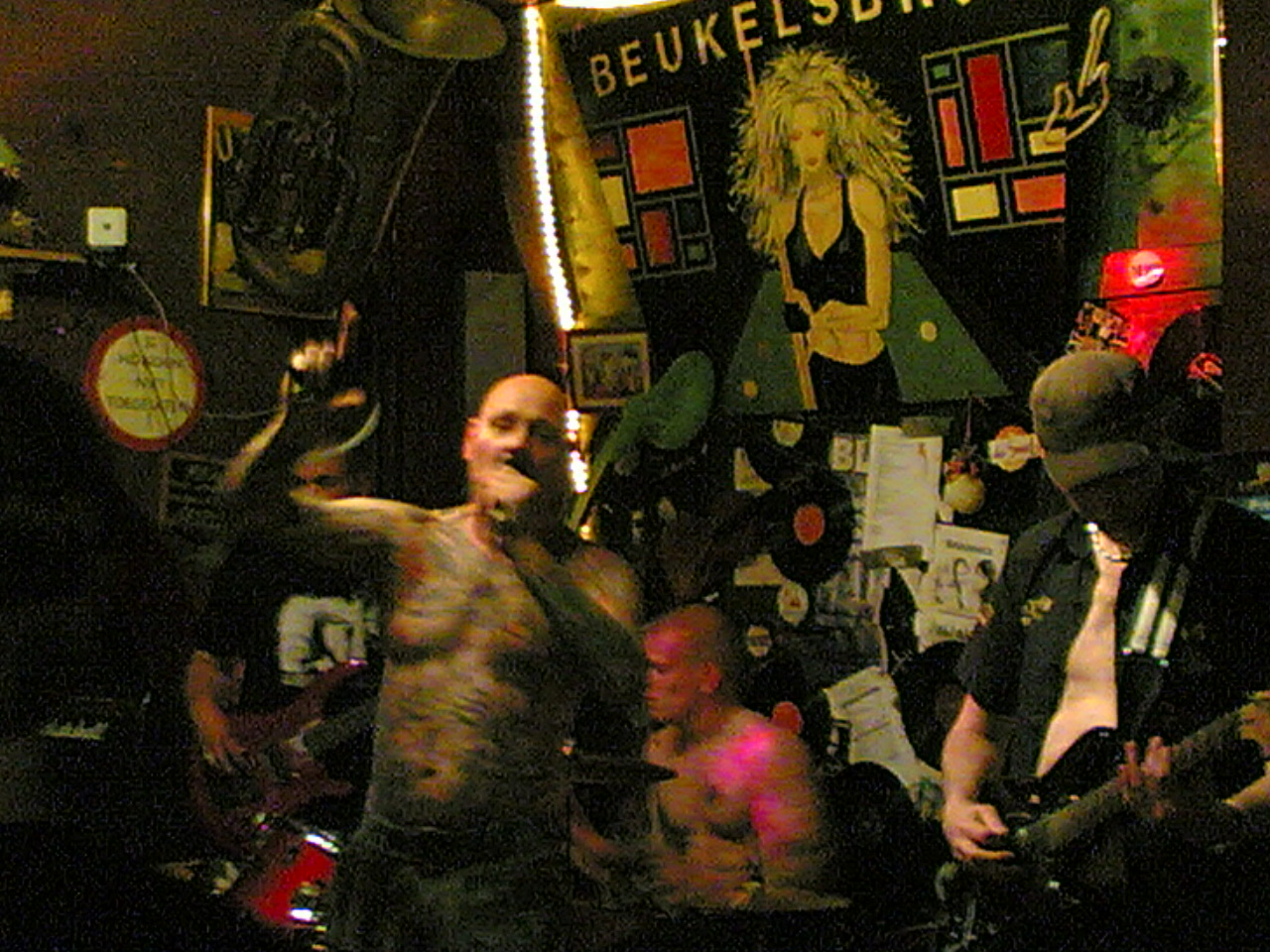
Группа Brigade M, играющая в стиле RAC

Рок про́тив коммуни́зма (англ. Rock Against Communism, RAC) — рок-движение в Великобритании в 1980-х годах, связанное с идеями неонацизма, белого превосходства.

## История движения
Основано в 1978 году деятелями, близкими к британской ультраправой партии «Национальный фронт» (National Front); создавалось в качестве противодействия движению «Рок против расизма». 
Тематика песен перекликается с национализмом, неонацизмом, антисемитизмом, расизмом, а выражение «против коммунизма» используется как эвфемизм.
Один концерт состоялся в 1979 году, и только в 1983 году начались регулярные выступления. Концерты зачастую проходили в обстановке секретности, чтобы не привлекать внимание властей. Хедлайнером часто выступала группа «Skrewdriver» (лидер — Ян Стюарт Дональдсон), а также «Brutal Attack».
В середине 1980-х годов летние концерты часто проводились в Саффолке в доме Эдгара Гриффина, активиста Консервативной партии и отца Ника Гриффина, который впоследствии стал национальным председателем Британской национальной партии.